# Linoleato de etilo di-deuterado
Linoleato de etilo di-deuterado (también conocido como RT001; éster etílico del ácido linoleico di-deuterado, 11,11-d2-linoleato de etilo, etil 11,11-d2-linoleato) es un deuterado sintético ácido graso poliinsaturado (PUFA) experimental, biodisponible por vía oral, un isotopólogo de un PUFA omega-6 esencial, ácido linoleico. El compuesto deuterado, aunque es idéntico al ácido linoleico natural, es resistente a la peroxidación lipídica, lo que hace que valga la pena estudiar protección celular.

## Mecanismo de acción
El ácido linoleico di-deuterado es reconocido por las células como idéntico al ácido linoleico natural. Pero cuando se absorbe, se convierte en ácido 13,13-D2-araquidónico, una versión de isótopos pesados de ácido araquidónico, que se incorpora a las membranas lipídicas. El compuesto deuterado resiste la peroxidación lipídica no enzimática a través de un mecanismo no antioxidante que protege las membranas lipídicas mitocondriales, neuronales y de otro tipo, lo que reduce en gran medida los niveles de numerosos productos tóxicos derivados de peroxidación lipídica como carbonilos reactivos.

## Desarrollo clínico

#### Ataxia de Friedreich
Se realizó un ensayo clínico de fase I / II doble ciego controlado por comparador para la Ataxia de Friedreich, patrocinado por Retrotope y Alianza de Investigación de Ataxia de Friedreich, para determinar El perfil de seguridad y la dosificación adecuada para los ensayos posteriores. RT001 se absorbió rápidamente y se descubrió que era seguro y tolerable durante 28 días a la dosis máxima de 9 g / día. Mejoró la carga de trabajo máxima y el Consumo máximo de oxígeno en el grupo de prueba en comparación con el grupo de control que recibió las mismas dosis de linolleato de etilo normal y no deuterado. Otro estudio clínico aleatorizado, doble ciego, controlado con placebo comenzó en 2019.

#### Distrofia neuroaxonal infantil
Un estudio clínico abierto para la distrofia neuroaxonal infantil que evalúa la evaluación a largo plazo de la eficacia, seguridad, tolerabilidad y farmacocinética de RT001, que, cuando se toma con alimentos, puede proteger las células neuronales de la degeneración, comenzó en el verano de 2018.

#### Neurodegeneración asociada a fosfolipasa 2G6
En 2017, la Administración de Alimentos y Medicamentos de los Estados Unidos le otorgó la designación de medicamento huérfano RT001 en el tratamiento de la neurodegeneración asociada a la fosfolipasa 2G6.

#### Esclerosis lateral amiotrófica
En 2018, RT001 se administró a un paciente con esclerosis lateral amiotrófica (ELA) bajo un "esquema de uso compasivo".

#### Parálisis supranuclear progresiva
En 2020, la Administración de Alimentos y Medicamentos de los Estados Unidos le otorgó la designación de medicamento huérfano RT001 para el tratamiento de pacientes con parálisis supranuclear progresiva (PSP). La PSP es una enfermedad que implica modificación y disfunción de la proteína tau; El mecanismo de acción de RT001 disminuye la peroxidación lipídica y previene la muerte de las neuronas por las células mitocondriales, lo que se asocia con el inicio y la progresión de la enfermedad.

## Investigación preclínica

#### Enfermedad de Alzheimer
Se ha demostrado que RT001 es efectivo en un modelo de enfermedad de Alzheimer en ratones.